# Liga Campionilor Asiei
Liga Campionilor AFC este cea mai importantă competiție intercluburi din Asia. În acest moment deținătoarea trofeului este Al-Ahli, din Arabia Saudită.

## Finalele

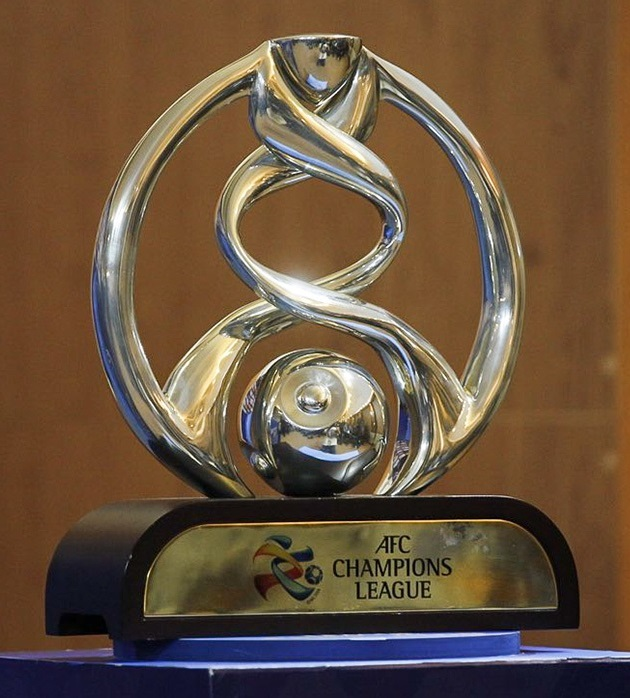
Trofeul turneului din 2009, în urma reproiectării logo-ului.

AFC Champions League Elite
| Sezon     | Câștigător | Scor  | Finalist          |
| --------- | ---------- | ----- | ----------------- |
| 2025-2026 |            |       |                   |
| 2024-2025 | Al-Ahli    | 2 – 0 | Kawasaki Frontale |

AFC Champions League
| Sezon     | Câștigător               | Scor                                                      | Finalist               |
| --------- | ------------------------ | --------------------------------------------------------- | ---------------------- |
| 2023-2024 | Al Ain                   | 6 – 3 (la general)                                        | Yokohama F. Marinos    |
| 2022      | Urawa Red Diamonds       | 2 – 1 (la general)                                        | Al-Hilal               |
| 2021      | Al-Hilal                 | 2 – 0                                                     | Pohang Steelers        |
| 2020      | Ulsan Hyundai            | 2 – 1                                                     | Persepolis             |
| 2019      | Al-Hilal                 | 3 – 0 (la general)                                        | Urawa Red Diamonds     |
| 2018      | Kashima Antlers          | 2 – 0 (la general)                                        | Persepolis             |
| 2017      | Urawa Red Diamonds       | 2 – 1 (la general)                                        | Al-Hilal               |
| 2016      | Jeonbuk Hyundai Motors   | 3 – 2 (la general)                                        | Al Ain                 |
| 2015      | Guangzhou Evergrande     | 1 – 0 (la general)                                        | Al Ain                 |
| 2014      | Western Sydney Wanderers | 1 – 0 (la general)                                        | Al-Hilal               |
| 2013      | Guangzhou Evergrande     | 3 – 3 (la general, regula golurilor marcate în deplasare) | FC Seoul               |
| 2012      | Ulsan Hyundai            | 3 – 0                                                     | Al-Ahli                |
| 2011      | Al-Sadd SC               | 2 – 2 (4-2 pen)                                           | Jeonbuk Hyundai Motors |
| 2010      | Seongnam Ilhwa Chunma    | 3 - 1                                                     | Zob Ahan               |
| 2009      | Pohang Steelers          | 2 - 1                                                     | Al-Ittihad             |
| 2008      | Gamba Osaka              | 5 - 0 (la general)                                        | Adelaide United        |
| 2007      | Urawa Red Diamonds       | 3 - 1 (la general)                                        | Sepahan                |
| 2006      | Jeonbuk Hyundai Motors   | 3 - 2 (la general)                                        | Al-Karamah             |
| 2005      | Al-Ittihad               | 5 - 3 (la general)                                        | Al-Ain                 |
| 2004      | Al-Ittihad               | 6 - 3 (la general)                                        | Seongnam Ilhwa Chunma  |
| 2002-03   | Al-Ain                   | 2 - 1 (la general)                                        | BEC Tero Sasana        |

Campionatul Cluburilor Asiatice
| Sezon     | Câștigător                                    | Scor                                                      | Finalist                                    |
| --------- | --------------------------------------------- | --------------------------------------------------------- | ------------------------------------------- |
| 2001-02   | Suwon Samsung Bluewings                       | 0 - 0 (4-2 pen)                                           | FC Seoul (Anyang LG Cheetahs)               |
| 2000-01   | Suwon Samsung Bluewings                       | 1 - 0                                                     | Júbilo Iwata                                |
| 1999-2000 | Al-Hilal                                      | 3 - 2                                                     | Júbilo Iwata                                |
| 1998-99   | Júbilo Iwata                                  | 2 - 1                                                     | Esteghlal                                   |
| 1997-98   | Pohang Steelers                               | 0 - 0 (6-5 pen)                                           | Dalian Wanda                                |
| 1996-97   | Pohang Steelers                               | 2 - 1                                                     | Seongnam Ilhwa Chunma (Chunan Ilhwa Chunma) |
| 1995-96   | Seongnam Ilhwa Chunma (Ilhwa Chunma)          | 1 - 0                                                     | Al-Nasr                                     |
| 1994-95   | Thai Farmers Bank                             | 1 - 0                                                     | Al-Arabi                                    |
| 1993-94   | Thai Farmers Bank                             | 2 - 1                                                     | Oman Club                                   |
| 1992-93   | PAS Tehran                                    | 1 - 0                                                     | Al-Shabab                                   |
| 1991-92   | Al-Hilal                                      | 1 - 1 (4-3 pen)                                           | Esteghlal                                   |
| 1990-91   | Esteghlal                                     | 2 - 1                                                     | Liaoning FC                                 |
| 1989-90   | Liaoning FC                                   | 3 - 2 (la general)                                        | Yokohama F. Marinos (Nissan FC)             |
| 1988-89   | Al-Sadd                                       | 3 - 3 (la general, regula golurilor marcate în deplasare) | Al Rasheed                                  |
| 1987-88   | Tokyo Verdy (Yomiuri)                         | w/o - x (Al-Hilal retras)                                 | Al-Hilal                                    |
| 1986-87   | JEF United Ichihara Chiba (Furukawa Electric) | Group stage win                                           | Al-Hilal                                    |
| 1985-86   | Busan I'Park (Daewoo Royals)                  | 3 - 1                                                     | Al-Ahli                                     |

Asian Champion Club Tournament
| Sezon | Câștigător       | Scor                        | Finalist        |
| ----- | ---------------- | --------------------------- | --------------- |
| 1971  | Maccabi Tel Aviv | w/o - x (Al Shourta retras) | Al-Shorta       |
| 1970  | Esteghlal F.C.   | 2 - 1                       | Hapoel Tel Aviv |
| 1969  | Maccabi Tel Aviv | 1 - 0                       | Yangzee FC      |
| 1967  | Hapoel Tel Aviv  | 2 - 1                       | Selangor FA     |

## Câștigătoare pe țări
| #  | Țară                  | Câștigătoare | Finaliste |
| -- | --------------------- | ------------ | --------- |
| 1  | Coreea de Sud         | 12           | 7         |
| 2  | Japonia               | 8            | 6         |
| 3  | Arabia Saudită        | 7            | 10        |
| 4  | Iran                  | 3            | 6         |
| 5  | China                 | 3            | 2         |
| 6  | Israel                | 3            | 1         |
| 7  | Emiratele Arabe Unite | 2            | 3         |
| 8  | Qatar                 | 2            | 1         |
| 8  | Thailanda             | 2            | 1         |
| 10 | Australia             | 1            | 1         |
| 11 | Irak                  | 0            | 2         |
| 12 | Malaysia              | 0            | 1         |
| 12 | Oman                  | 0            | 1         |
| 12 | Siria                 | 0            | 1         |